# Chieti
Chieti é uma comuna italiana da região dos Abruzos, província de Chieti, com cerca de 56.000 habitantes. Estende-se por uma área de 58 km², tendo uma densidade populacional de 865 hab/km². Faz fronteira com Bucchianico, Casalincontrada, Cepagatti (PE), Francavilla al Mare, Manoppello (PE), Pescara (PE), Ripa Teatina, Rosciano (PE), San Giovanni Teatino, Torrevecchia Teatina.
Era conhecida como Teate Marrucinoro (em latim: Teate Marrucinorum) durante o período romano.
João Pedro Carafa, co-fundador da Ordem dos Clérigos Regulares Teatinos era o bispo desta cidade quando a ordem foi fundada, por isso o nome da ordem leva o gentílico da cidade (Teatino: de Theate ou Chieti).

## Demografia
| Variação demográfica do município entre 1861 e 2011                               |
|                                                                                   |
| Fonte: Istituto Nazionale di Statistica (ISTAT) - Elaboração gráfica da Wikipedia |